# Blauwkoparatinga
De blauwkoparatinga (Thectocercus acuticaudatus, synoniem Psittacara acuticaudatus) is een vogel uit de familie Psittacidae (papegaaien van Afrika en de Nieuwe Wereld).

## Verspreiding en leefgebied
Deze soort komt voor in noordelijk, oostelijk en zuidoostelijk Zuid-Amerika en telt vijf ondersoorten:
- T. a. koenigi: noordoostelijk Colombia en noordelijk Venezuela.
- T. a. neoxenus: Margarita (nabij Venezuela).
- T. a. haemorrhous: binnenlands noordoostelijk Brazilië.
- T. a. neumanni: oostelijk Bolivia.
- T. a. acuticaudatus: van oostelijk Bolivia en zuidelijk Brazilië tot noordelijk Argentinië en westelijk Uruguay.

## Status
De grootte van de populatie is niet gekwantificeerd maar de soort wordt omschreven als algemeen. Op de Rode lijst van de IUCN heeft deze soort de status niet bedreigd.